# Linkou (Neu-Taipeh)
Linkou (chinesisch 林口區, Pinyin Línkǒu Qū, Pe̍h-ōe-jī Nâ-kháu) ist ein Bezirk am westlichen Rand der Stadt Neu-Taipeh im Norden Taiwans, Republik China.

## Lage
Linkou grenzt im Osten an die Nachbarbezirke Bali, Wugu und Taishan, im Norden an die Taiwanstraße sowie im Westen und Süden an die Stadt Taoyuan. Abgesehen vom flachen Küstenstreifen liegt der überwiegende Rest des Bezirks auf einem durchschnittlich 250 m hohen Plateau.

## Geschichte und Bedeutung
Archäologische Funde ergaben, dass das Gebiet des heutigen Bezirks schon in prähistorischer Zeit von Angehörigen verschiedener Kulturen, wie z. B. der Shisanhang-Kultur, bewohnt war. Vor der Ankunft chinesischer Siedler Anfang des 18. Jahrhunderts bestand die Bevölkerung des Gebiets aus Ureinwohnern vom Stamm der Ketagalan. Da sich das Linkou-Plateau nur bedingt zur Landwirtschaft eignet, hielt sich die Bevölkerungsdichte bis zum Beginn der Industrialisierung Taiwans während der japanischen Herrschaft über Taiwan in Grenzen. Nachdem während der Kolonialzeit in Linkou Teeplantagen und Ziegelfabriken angelegt wurden, siedelten sich vor und nach dem Zweiten Weltkrieg auch Schwerindustrie und Bürogebäude an, was in der zweiten Hälfte des 20. Jahrhunderts zu einem starken Anstieg der Bevölkerung führte.
Am Rand von Linkou befindet sich das Linkou-Kohlekraftwerk. In Linkou liegt die private Hsing-Wu-Universität. Die Pädagogische Universität Taiwan (Hauptsitz Taipeh) unterhält in Linkou einen Teilcampus. Hauptsehenswürdigkeit des Bezirks ist der 1801 erbaute Zhulinshan-Tempel.

## Weblinks

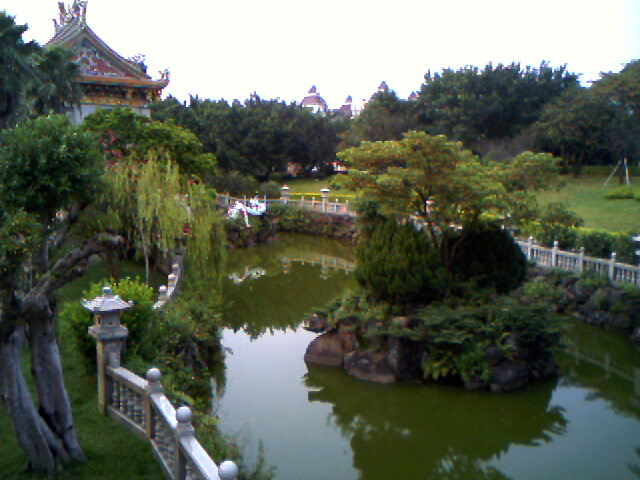
Der Zhulinshan-Tempel
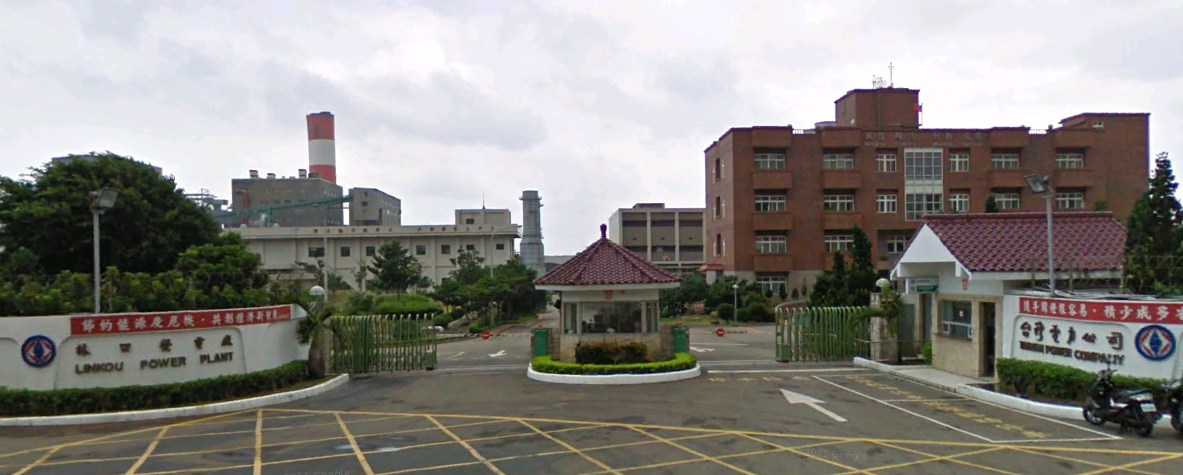
Kohlekraftwerk Linkou